# أوسكار ريباس
أوسكار ريباس (بالبرتغالية: Óscar Bento Ribas‏) (17 أغسطس 1909، لواندا في أنغولا - 19 يونيو 2004، كاشكايش في البرتغال)؛ كاتب وروائي أنغولي.